# Слейд, Марк
Марк Слейд (англ. Mark Slade; род. 1 мая 1939, Нью-Йорк, Нью-Йорк) — американский актёр театра, кино и телевидения, художник и писатель. Наиболее запомнился зрителю исполнением роли Билли Синего Ствола в телесериале «Высокий кустарник» (1967—1970).

## Биография
Бабушка Марка Слейда Элис Луиз (в девичестве — Форд) была родственницей известного промышленника Генри Форда, а далее корни актёра уходят в начало XVII века, когда Марта и Джон (умер в пути) Форды с двумя сыновьями прибыли на американский континент на корабле «Удача», чтобы основать колонию Плимут.
Марк Ван Бларком Слейд родился 1 мая 1939 года в Сейлеме (штат Массачусетс, США). Мать звали Элинор, отца — Уильям А. Слейд-младший, он был предпринимателем и художником. У Марка были две сестры и брат. Когда Марку было 13 лет, его родители развелись, отчимом юноши стал Эсмонд Р. Краули-младший.
В 1956 году Слейд поступил в частную школу «Вустерская академия» с намерением выучиться на художника. Однажды он заменил заболевшего одноклассника в театральной постановке, и после этого решил стать актёром. Он переехал в Нью-Йорк, чтобы поступить в Американскую академию драматического искусства. На жизнь в мегаполисе он зарабатывал в известном ресторане «21». В начале 1960-х годов Слейд состоял в Резерве армии США.
Дебют актёра, как на широком экране, так и на телевидении, состоялся в 1961 году. В течение 24 лет Слейд снялся в 41 фильме и сериале, а в 1985 году оставил карьеру актёра, полностью посвятив себя созданию картин и написанию книг.
Личная жизнь
В 1968 году Марк Слейд женился на женщине по имени Мелинда Риччилли. У пары двое сыновей. Морган Риччилли Слейд стал художником-авангардистом, Митчел У. Слейд — дизайнером-строителем.

## Награды и номинации
- 1970 — Премия «Бэмби» в категории «Международный телесериал» за роль в сериале «Высокий кустарник[англ.]» — победа.
- 1970 — Премия «Браво Отто» в категории «Лучший актёр-телезвезда» — победа.

## Избранная фильмография
Широкий экран
- 1961 — Путешествие на дно моря / Voyage to the Bottom of the Sea — моряк Джимми «Рыжий» Смит
- 1961 — Великолепие в траве / Splendor in the Grass — Рыжий (в титрах не указан)
- 1962 — Уэст-стрит, 13[англ.] / 13 West Street — Томми
- 1974 — Бенджи / Benji — Митч
- 1984 — Вспышка / Flashpoint — Хоуторн

Телевидение
- 1961 — Мои три сына[англ.] / My Three Sons — Стю Уолтерс (в 1 эпизоде)
- 1961, 1964 — Сыромятная плеть / Rawhide — разные роли (в 2 эпизодах)
- 1964 — Беглец / The Fugitive — Джимбо (в 1 эпизоде)
- 1964 — Перри Мейсон / Perry Mason — Майкл Да Винчи (в 1 эпизоде)
- 1964 — Путешествие на дно моря / Voyage to the Bottom of the Sea — Мэлоун (в 4 эпизодах)
- 1964 — Гомер Куча, морпех[англ.] / Gomer Pyle, U.S.M.C. — рядовой Эдди Суонсон (в 8 эпизодах)
- 1964 — Час Альфреда Хичкока / The Alfred Hitchcock Hour — Слэтс (в 1 эпизоде)
- 1964—1965 — Мистер Новак[англ.] / Mr. Novak — разные роли (в 3 эпизодах)
- 1965 — Шоу Донны Рид / The Donna Reed Show — Билл Дейтон (в 1 эпизоде)
- 1965—1966 — Самый дурацкий корабль в армии[англ.] / The Wackiest Ship in the Army — радист Патрик Холлис (в 29 эпизодах)
- 1966 — Бонанза / Bonanza — Джад Райкмен (в 1 эпизоде)
- 1967 — Дикий Дикий Запад[англ.] / The Wild Wild West — Хиллард (в 1 эпизоде)
- 1967—1970 — Высокий кустарник[англ.] / The High Chaparral — Билли Синий Ствол (в 80 эпизодах)
- 1972 — Отряд «Стиляги»[англ.] / The Mod Squad — Барри (в 1 эпизоде)
- 1972, 1973, 1975 — Новобранцы[англ.] / The Rookies — разные роли (в 3 эпизодах)
- 1976 — S.W.A.T.: Спецназ города ангелов[англ.] / S.W.A.T. — капрал Кен Гиллис (в 1 эпизоде)
- 1978 — Проект «НЛО»[англ.] / Project U.F.O. — Рой Лейтон (в 1 эпизоде)
- 1979, 1982 — Калифорнийский дорожный патруль[англ.] / CHiPs — разные роли (в 2 эпизодах)
- 1981 — Ангелы Чарли / Charlie’s Angels — Джон Саммерс (в 1 эпизоде)
- 1981 — ФБР сегодня[англ.] / Today’s FBI — Ричард (в 1 эпизоде)
- 1985 — Кегни и Лейси / Cagney & Lacey — Мартин Гелбанд (в 1 эпизоде)